# Diphyllobothrium cordatum
Diphyllobothrium cordatum är en plattmaskart. Diphyllobothrium cordatum ingår i släktet Diphyllobothrium och familjen Diphyllobothriidae. Inga underarter finns listade i Catalogue of Life.